# Puglianello
Puglianello è un comune italiano di 1 287 abitanti della provincia di Benevento in Campania.

## Geografia fisica
Il paese è situato in una pianura poco distante dal corso del fiume Volturno.

## Storia
Puglianello venne citato per la prima volta nel IX secolo.
Il suo nome originario era quello di Pullianellu.
Appartenuto originariamente alla signoria dei Pugliano di Alife, il paese divenne poi un feudo autonomo (XV secolo) sotto i Celano, i Paolella ed i Martino des Carles di Teano,successivamente i Guercia di Napoli
Alla fine del Cinquecento contava circa cento abitanti e continuò a spopolarsi tanto che in un atto notarile del 1702 alcuni cittadini di Faicchio dichiaravano che «già prima del contagio del 1656 il detto Castello di Puglianello è stato disabitato dai cittadini, privo di abitanti, di case e di abitazioni». Nell'atto si continua scrivendo che, dato che il paese era disabitato, il tutto era diventato pieno di vegetazione ed erano rimasti in piedi solo pochi edifici: "la casa che si dice del Barone, anche se parte d'essa è sconcia e diruta, le chiese di Santa Maria e di San Giacomo, e la taverna di proprietà del Barone".
Un altro documento che testimonia l'abbandono del paese risale al 1667 quando gli economi della cappella del SS.mo Corpo di Cristo di Puglianello chiesero al vescovo di Cerreto Sannita l'autorizzazione a vendere due campane di proprietà della cappella dato che detta cappella era cadente e che gli abitanti del paese si erano trasferiti altrove.
I feudatari, negli anni successivi, vi chiamarono coloni da altrove che contribuirono a ripopolare il piccolo centro.
Nel 1848 venne aggregato come frazione a San Salvatore Telesino.
Nel 1948 divenne comune autonomo.
Il nome del paese deriverebbe da monte Pugliano, il colle che si trova alle spalle di Telese Terme. Forse alcuni abitanti di Pugliano si trasferirono nell'attuale Puglianello dove fondarono una "piccola Pugliano", quindi "Puglianello".

## Monumenti e luoghi d'interesse

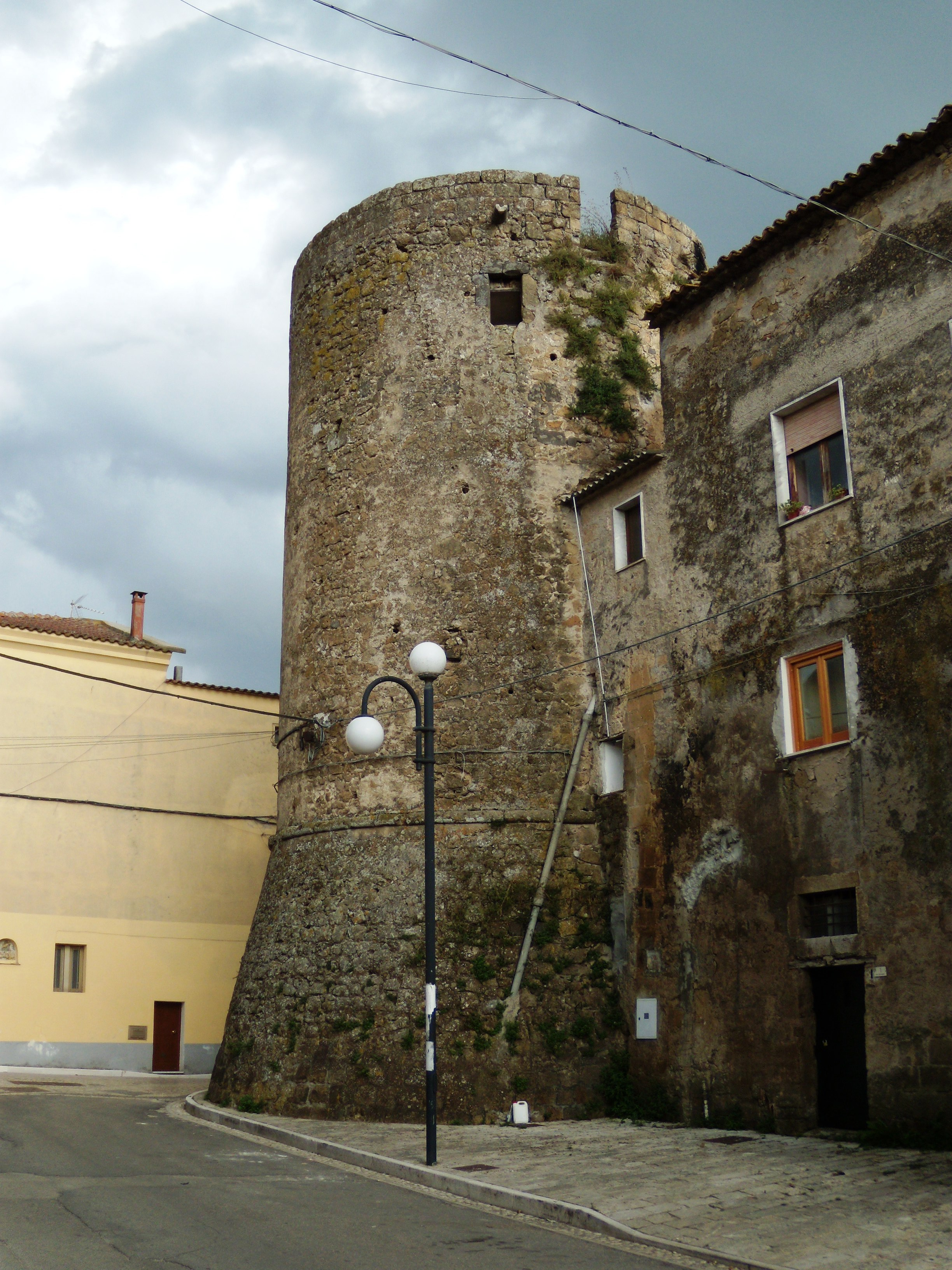
Particolare del Castello baronale.

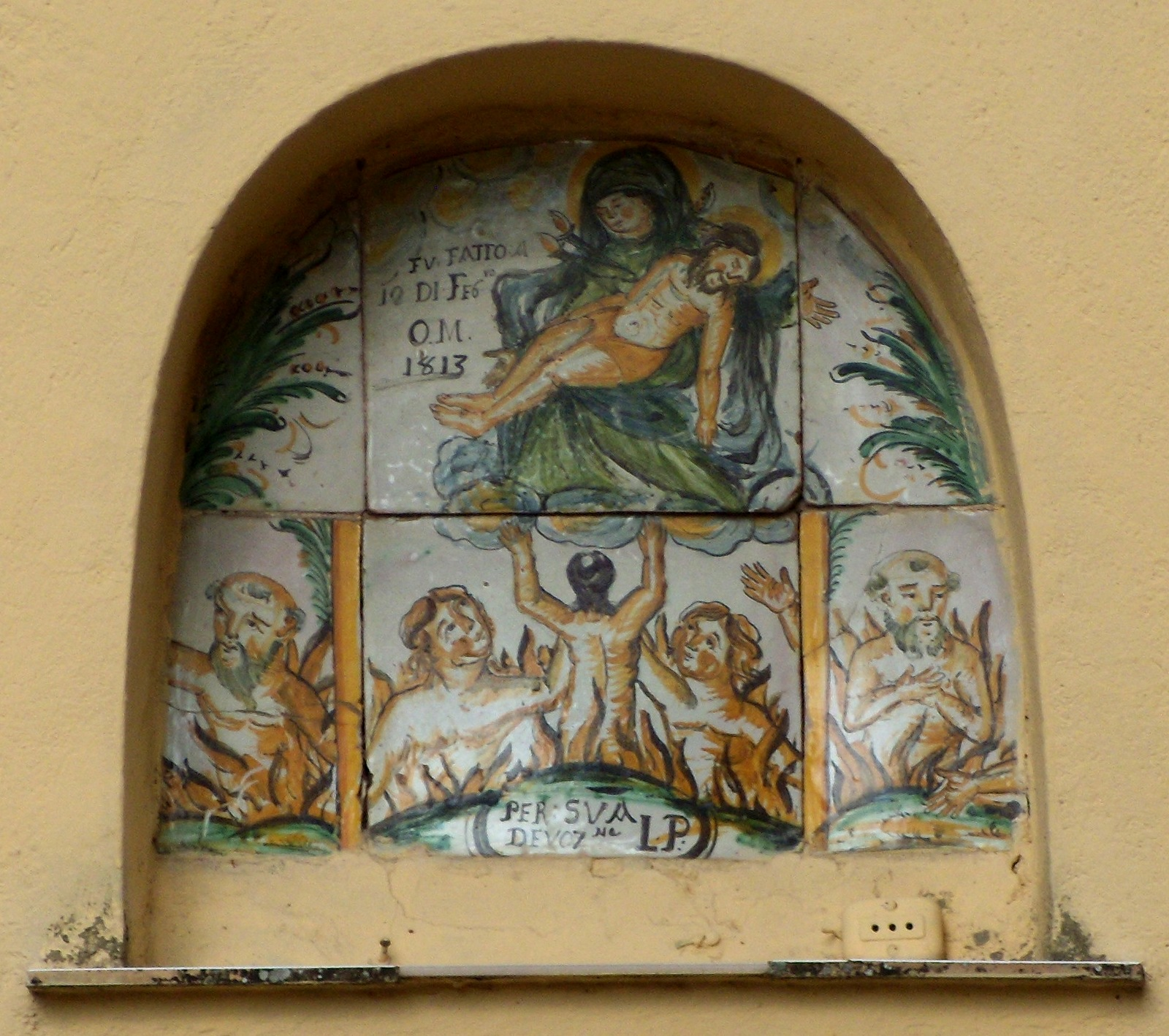
Edicola in ceramica cerretese del 1813.

### Architetture religiose

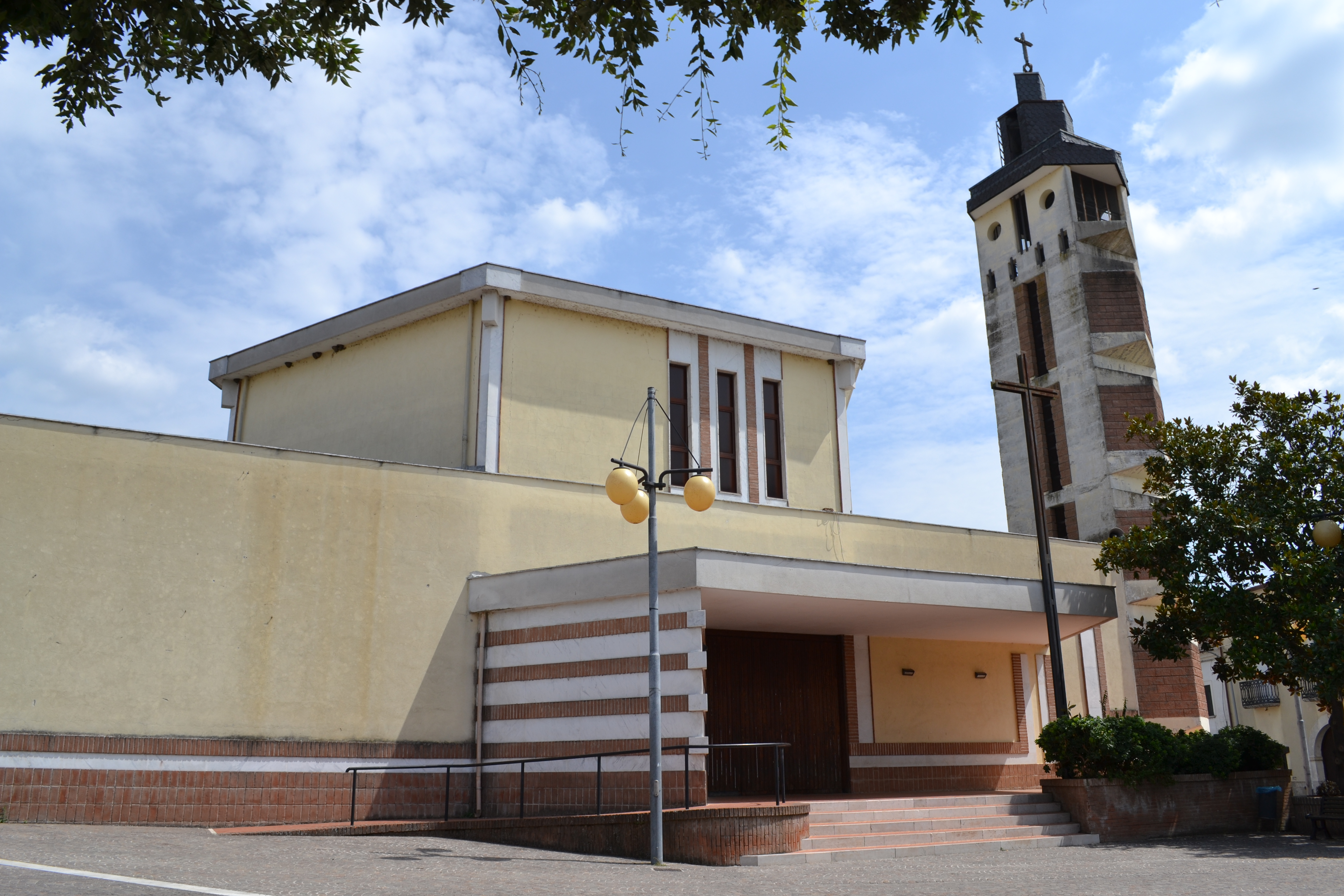
Chiesa di San Giacomo

La chiesa di san Giacomo viene citata per la prima volta nel XIV secolo con il titolo di "Santa Maria Assunta". Nel 1325 l'arciprete e i chierici pagarono 18 tarì di decime. Nel 1656, a seguito dello spopolamento di Puglianello, le sue rendite furono aggregate alla Cattedrale di Cerreto Sannita. Venne ricostruita dopo il terremoto del 5 giugno 1688 e vi fu portato il culto di San Giacomo che fino ad allora era venerato in una chiesetta crollata. Più recentemente, nel 1966, è stata interamente ricostruita in forme moderne.

### Architetture civili
Nel centro del piccolo borgo è sito l'antico Castello dei baroni di Puglianello, oggetto nel tempo di diverse ristrutturazioni e attualmente suddiviso in più unità abitative. La pianta è rettangolare, quasi quadrata e ad ognuno dei quattro angoli sono site delle torri cilindriche aventi delle scarpate fino al cornicione. Esso è costruito in tufo giallo, materiale di cui è ricca la zona e possiede un antico porticato nel cortile interno.

## Società

### Evoluzione demografica
Abitanti censiti

## Amministrazione

### Gemellaggi
- Derby[senza fonte]

### Economia del paese
L'economia locale è di tipo prevalentemente primario, numerose infatti sono le aziende agricole e allevamento di bestiame sparse per il territorio, si denota una notevole propensione all'innovazione tecnologica sia nella produzione di foraggio da impiegare nell'alimentazione animale, sia nell'allevamento degli stessi ove si apprezzano gli ultimi ritrovati tecnologici volti a favorire una produttività sostenibile. Non mancano poi le attività commerciali di carattere ricettizio, la buona ristorazione è sicuramente un fiore all'occhiello per questo comune. https://www.lucianopignataro.it/a/puglianello-bn-il-foro-dei-baroni/86469/. Si segnala poi una discreta vivacità industriale, non sono poche infatti le imprese presenti sul territorio che con il loro fare impresa offrono sostentamento a centinaia di famiglie del posto.